# Golfpokal 2014

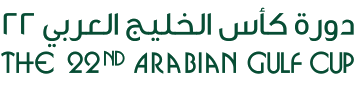
Logo

Der 22. Golfpokal, ein Fußballwettbewerb zwischen den arabischen Anrainerstaaten des persischen Golfes, fand vom 13. bis 26. November 2014 in Riad, Saudi-Arabien statt. Insgesamt nahmen acht Mannschaften teil.

## Spielstätten
| Riad               | Riad                           |
| ------------------ | ------------------------------ |
| König-Fahd-Stadion | Prince Faisal bin Fahd Stadium |
| Kapazität: 67.000  | Kapazität: 22.500              |

## Teilnehmer
An der Endrunde nahmen folgende acht Mannschaften teil:
| - Irak - Bahrain - Katar - Oman | - Kuwait - Saudi-Arabien (als Gastgeber) - Vereinigte Arabische Emirate (als Titelverteidiger) - Jemen |

## Modus
Die acht Mannschaften wurden in zwei Gruppen mit jeweils vier Mannschaften eingeteilt. Die beiden Gruppenersten und -zweiten qualifizierten sich für die nächste Runde. Anschließend wurde im K.-o.-System gespielt.

## Auslosung
- Die Auslosung fand am 12. August 2014 statt.
- Die acht Teams wurden in zwei Gruppen gelost. Der Gruppenkopf der Gruppe A war Saudi-Arabien (als Gastgeber) und der Kopf von Gruppe B waren die Vereinigten Arabischen Emirate (als Titelverteidiger). Die restlichen sechs Teams wurden nach ihrer Position in der FIFA-Weltrangliste aufgeteilt.

## Spielergebnisse

### Gruppe A
| Pl. | Land          | Sp. | S | U | N | Tore    | Diff. | Punkte |
| --- | ------------- | --- | - | - | - | ------- | ----- | ------ |
| 1.  | Saudi-Arabien | 3   | 2 | 1 | 0 | 005:100 | +4    | 07     |
| 2.  | Katar         | 3   | 0 | 3 | 0 | 001:100 | ±0    | 03     |
| 3.  | Jemen         | 3   | 0 | 2 | 1 | 000:100 | −1    | 02     |
| 4.  | Bahrain       | 3   | 0 | 2 | 1 | 000:300 | −3    | 02     |

|                                |   |         |           |
| 13. November 2014 um 19:00 Uhr |   |         |           |
| Saudi-Arabien                  | – | Katar   | 1:1 (1:0) |
| 13. November 2014 um 21:30 Uhr |   |         |           |
| Jemen                          | – | Bahrain | 0:0       |
| 16. November 2014 um 17:45 Uhr |   |         |           |
| Jemen                          | – | Katar   | 0:0       |
| 16. November 2014 um 20:15 Uhr |   |         |           |
| Saudi-Arabien                  | – | Bahrain | 3:0 (1:0) |
| 19. November 2014 um 19:45 Uhr |   |         |           |
| Saudi-Arabien                  | – | Jemen   | 1:0 (1:0) |
| Bahrain                        | – | Katar   | 0:0       |

### Gruppe B
| Pl. | Land   | Sp. | S | U | N | Tore    | Diff. | Punkte |
| --- | ------ | --- | - | - | - | ------- | ----- | ------ |
| 1.  | Oman   | 3   | 1 | 2 | 0 | 006:100 | +5    | 05     |
| 2.  | V.A.E. | 3   | 1 | 2 | 0 | 004:200 | +2    | 05     |
| 3.  | Kuwait | 3   | 1 | 1 | 1 | 003:700 | −4    | 04     |
| 4.  | Irak   | 3   | 0 | 1 | 2 | 001:400 | −3    | 01     |

|                                |   |        |           |
| 14. November 2014 um 17:45 Uhr |   |        |           |
| V.A.E.                         | – | Oman   | 0:0       |
| 14. November 2014 um 20:15 Uhr |   |        |           |
| Irak                           | – | Kuwait | 0:1 (0:0) |
| 17. November 2014 um 17:45 Uhr |   |        |           |
| V.A.E.                         | – | Kuwait | 2:2 (2:2) |
| 17. November 2014 um 20:15 Uhr |   |        |           |
| Irak                           | – | Oman   | 1:1 (1:0) |
| 20. November 2014 um 19:45 Uhr |   |        |           |
| V.A.E.                         | – | Irak   | 2:0 (0:0) |
| Kuwait                         | – | Oman   | 0:5 (0:2) |

## Finalrunde

### Halbfinale
|                                         |   |        |           |
| 23. November 2014 im König-Fahd-Stadion |   |        |           |
| Oman                                    | – | Katar  | 1:3 (1:1) |
| 23. November 2014 im König-Fahd-Stadion |   |        |           |
| Saudi-Arabien                           | – | V.A.E. | 3:2 (2:0) |

- Schiedsrichter:  Marcin Borski und  Valentin Kovalenko

### Spiel um Platz 3
|                                           |   |      |           |
| 25. November 2014 im Prinz-Faisal-Stadion |   |      |           |
| V.A.E.                                    | – | Oman | 1:0 (0:0) |

- Schiedsrichter:  Abdullah Balideh

### Finale
| Saudi-Arabien                                  | Saudi-Arabien | Katar | Katar |
| ---------------------------------------------- | --- | --- | ----- |
| Saudi-Arabien                                  | \| Finale \| \| 26. November 2014 in Riad (König-Fahd-Stadion) \| \| Ergebnis: 1:2 (1:1) \| \| Schiedsrichter: Mohanad Sarray ( Irak) \| \| Spielbericht \| | \| Finale \| \| 26. November 2014 in Riad (König-Fahd-Stadion) \| \| Ergebnis: 1:2 (1:1) \| \| Schiedsrichter: Mohanad Sarray ( Irak) \| \| Spielbericht \| | Katar |
| Saudi-Arabien                                  | Cheftrainer: Juan Ramón López Caro ( Spanien) | Cheftrainer: Djamel Belmadi ( Algerien) | Katar |
| Saudi-Arabien                                  | 1:0 Saud Khariri (16.) | 1:1 Almahdi Ali (18.) 1:2 Boualem Khoukhi (58.) | Katar |
| Saudi-Arabien                                  | Osama Hawsawi (30.), Waleed Rashid (34.) | Abdulaziz Hatem (45.+2'), Abdelkarim Hassan (70.), Ahmad El-Sayed (71.), Qasem Burhan (81.), Boualem Khoukhi (86.)                                          | Katar |
| Finale                                         | | |       |
| 26. November 2014 in Riad (König-Fahd-Stadion) | | |       |
| Ergebnis: 1:2 (1:1)                            | | |       |
| Schiedsrichter: Mohanad Sarray ( Irak)         | | |       |
| Spielbericht                                   | | |       |

## Schiedsrichter
- Ben Williams
- Jameel Abdulhusin
- Mohanad Qasim Sarray
- Abdullah Balideh
- Ali Shaban
- Yaqoob Abdul Baki
- Marcin Borski
- Marai al-Awaji
- Fahad al-Mirdasi
- Damir Skomina
- Valentin Kovalenko
- Fahad al-Kassar